# Alligny-Cosne
Alligny-Cosne é uma comuna francesa na região administrativa de Borgonha-Franco-Condado, no departamento Nièvre. Estende-se por uma área de 33,71 km². Em 2010 a comuna tinha 904 habitantes (densidade: 26,8 hab./km²).